# راي لاكاك
مارغريت راي موريسون لاكاك (15 أكتوبر 1893-24 يناير 1972) تُعرف باسم راي لاكاك، كانت نسوية وناشطة في مجال العدالة الاجتماعية وناشطة سلام، وكانت، مع أغنيس ماكفيل، إحدى أول امرأتين تنتخبان في المجلس التشريعي في أونتاريو عام 1943. ولكونها عضو في اتحاد الكومنولث التعاوني (فرع أونتاريو)، والمعروف أيضًا باسم أونتاريو سي سي إف، انتُخبت لاكاك لعضوية المجلس التشريعي في أونتاريو في الانتخابات العامة في أونتاريو عام 1943 ممثلةً دائرة براكونديل الانتخابية في تورنتو (دائرة انتخابية أو إدارية). عملت كعضو في البرلمان الإقليمي (إم بّي بّي) حتى خسرت في الانتخابات العامة في أونتاريو عام 1945. أصبحت رئيسًا مؤسسًا لكونغرس المرأة الكندية في عام 1950، وأصبحت ضحية لهستيريا الحرب الباردة المناهضة للشيوعية عندما مُنعت من دخول الولايات المتحدة، لأنها سافرت إلى الصين «الحمراء» ودعت النساء السوفييتيات لزيارة كندا. أصيبت بمرض باركنسون في منتصف الخمسينيات وظلت في معظمها طريحة الفراش حتى وفاتها عام 1972.

## خلفية وحياتها المبكرة
نشأت لاكاك في مزرعة عائلية في آرثر، أونتاريو. كان والدها، جيمس ج. موريسون، مؤسس حزب اتحاد مزارعي أونتاريو وشغل منصب الأمين العام للحزب خلال السنوات التي قضاها اتحاد مزارعي أونتاريو في السلطة.
تزوجت من ريتشارد لاكاك، صانع عدد وقوالب، في عام 1914، واستقر الزوجان في النهاية في تورونتو.
عملت لاكاك كخياطة خلال أزمة الكساد الكبير، ولكنها اضطرت إلى الذهاب إلى الإغاثة الاجتماعية عندما أصبحت عاطلة عن العمل. خلال هذه الفترة، أصيبت ابنتها بالحمى القرمزية وتوفيت. حفزت المأساة كفاح لاكاك الطويل من أجل البرامج الاجتماعية.

## اتحاد الكومنولث التعاوني
انضمت راي لاكاك إلى اتحاد الكومنولث التعاوني منذ بدايته في عام 1932 وعملت كناشطة محلية حزبية. ترشحت لعضوية مجلس تعليم تورنتو عدة مرات قبل فوزها في الانتخابات كأمين عام 1943. وفي وقت لاحق من ذلك العام، كانت مرشحة ناجحة لاتحاد الكومنولث التعاوني في براكوندال للانتخابات الإقليمية واستقالت من منصبها في مجلس التعليم.

### انتخبها عضوًا في المجلس أونتاريو التشريعي
كانت انتخابات عام 1943 تقدمًا كبيرًا لاتحاد الكومنولث التعاوني في أونتاريو إذ دفعته إلى وضع المعارضة الرسمية في مجلس تشريعي للأقليات يضم 34 مقعدًا.
انتخبت لاكاك وأغنيس ماكفيل لعضوية المجلس التشريعي للمقاطعة للمرة الأولى في ذلك العام، وكانت أول امرأة على الإطلاق تشغل عضوية البرلمان الإقليمي. نظرًا لأن أعضاء البرلمان الإقليمي الجدد كانوا يؤدّون اليمين عادةً حسب الترتيب الأبجدي، كان من المقرر أن تصبح لاكاك أول امرأة تؤدي اليمين الدستورية كعضو في البرلمان، لكنها تنازلت إلى ماكفيل تقديرًا لمسيرتها الطويلة كعضو فيدرالي في البرلمان. كانت لاكاك ثاني امرأة تؤدي اليمين الدستورية للبرلمان.
في المجلس التشريعي، عملت لاكاك كناقدة للتعليم تابعة لاتحاد الكومنولث التعاوني وشجعت فكرة التعليم الجامعي المجاني وتحسين التعليم الريفي. وقد دافعت عن مساواة المرأة من خلال المطالبة بالتوزيع المتساوي للأجور على أساس ساعات العمل ودفع رواتب ربات البيوت.
خسرت لاكاك في انتخابات مجالس المقطعات لعام 1945 ما قلل عدد أعضاء مجلس اتحاد الكومنولث التعاوني في أعضاء البرلمان الإقليمي إلى ثمانية وانتقاله إلى وضع الطرف الثالث.
شغلت منصب رئيسة رابطة ربات البيوت والمستهلكين (إتش سي إيه) منذ عام 1943 حتى عام 1944، ونظمت حملة «مسيرة المليون اسم» لعام 1948 التي قدمت التماسًا للحكومة الفيدرالية لخفض أسعار السلع الاستهلاكية. جُمع مليون اسم للعريضة التي قدمتها لاكاك إلى رئيس الوزراء وليام ليون ماكنزي كينغ في تجمع حاشد في هضبة البرلمان. أدت الحملة إلى اتخاذ الحكومة الفيدرالية إجراءات ضد شركات الطحن والمخابز لتحديد سعر الخبز اصطناعيًا.